# Palazzo Gabrielli-Borromeo
Palazzo Gabrielli-Borromeo è un palazzo storico di Roma.

## Storia
In via del Seminario, tra la piazza di Sant'Ignazio e il Pantheon, nell'antico Campo Marzio (Regione IX), nel secondo settore dell'attuale rione Colonna, non lontano dalla Via del Corso (un tempo via Flaminia-Lata), si trova il palazzo Gabrielli Borromeo. La vita di questo antico e storico edificio è strettamente legata agli avvenimenti che caratterizzarono la storia della Compagnia di Gesù a Roma.
La prima fondazione del palazzo, avvenuta nella metà del Cinquecento, si deve a Girolamo Gabrielli dei conti di Gubbio, avvocato del Sacro Concistoro durante i pontificati di Gregorio XIII e Sisto V. Questi lasciò il palazzo in eredità al nipote Carlo, il quale, a sua volta, non avendo figli maschi lo lasciò alla figlia femmina, che andando in sposa ad uno degli eredi Mignanelli, si trasferì nell'omonimo palazzo in piazza di Spagna. Il palazzo natale fu per questo motivo venduto nel 1607 per 20.000 scudi alla Compagnia di Gesù per farne la sede del Seminario Romano e del Convitto dei Nobili, e mantenne tale destinazione fino all'11 settembre 1772. Clemente XIV ne aveva, infatti, ordinato la chiusura poco prima della soppressione dell'ordine, avvenuta nel 1773.
Nel 1774 fu acquistato per 32.000 scudi dal Monte di Pietà, che lo affittò a diversi inquilini, fino a quando non venne ristrutturato e decorato dal cardinale Vitaliano Borromeo (Milano 1720-Roma 1793). Il 26 agosto del 1796 venne dato in enfiteusi perpetua alla fabbrica di San Pietro, che lo utilizzò per i suoi uffici. Per volere di Leone XII, nel 1824, riabilitata la Compagnia di Gesù, il palazzo fu riconsegnato ai Gesuiti e riprese le precedenti funzioni educative, accogliendo i rampolli delle più nobili famiglie d'Italia, con la funzione di Seminario, affiliato al Collegio Romano.
Breve fu la ricostituzione del collegio, a causa dei turbolenti avvenimenti del 1848 che determinarono una nuova espulsione della Compagnia dal palazzo, sostituita da uffici dell'amministrazione vaticana. Successivamente, dopo la fuga di Pio IX a Gaeta, il governo repubblicano affidò la sede a Giuseppe Mazzini. Alla caduta della Repubblica Romana l'edificio fu occupato dal Ministero dei lavori pubblici fino al 1850. Nel '51 fu nuovamente ristabilito il Convitto dei Nobili e nel '53 vi fu annesso il Collegio Germanico-Ungarico. Dopo la breccia di Porta Pia, il convitto fu trasferito a Tivoli e successivamente chiuso a causa della legge che stabiliva lo scioglimento di tutti gli ordini religiosi. Nel palazzo rimase il Collegio Germanico-Ungarico fino al 1886, data in cui si trasferì nel palazzo Costanzi, in via di San Nicola da Tolentino. 
A partire dal 1873 il Collegio Romano, trovò ospitalità nel palazzo, dividendolo fino al 1886 con il Collegio Germanico-Ungarico. Nel frattempo Pio IX, con un rescritto del 4 dicembre 1873, aveva permesso al collegio di mutare l'avito nome in quello di Pontificia Università Gregoriana. Nel 1886, in seguito al trasferimento del Collegio Germanico-Ungarico, si ricompattò a Palazzo Gabrielli-Borromeo tutta la comunità del vecchio Collegio Romano, formata da scolastici e professori, e presieduta dal padre Vincenzo Roccatelli, che rivestì la carica di ministro. 
Leone XIII, che era stato a sua volta alunno del Collegio Romano, prese molto a cuore le sorti dell'università decidendo di farne un modello per le Università cattoliche e per i collegi ecclesiastici. Sotto il suo pontificato la Gregoriana accrebbe il numero delle cattedre, che vennero affidate a eminenti studiosi. Studenti da tutte le parti del mondo si recavano a Roma per acquisire una salda preparazione accademica. 
La Pontificia Università Gregoriana acquisì dunque un carattere di universalità, e fu strumento delle riforme di Leone XIII. L'Università mantenne la sede a palazzo Gabrielli-Borromeo, crescendo sempre più anche sotto i pontificati di Pio X e Benedetto XV, finché, divenuta ormai un centro mondiale di alta cultura ecclesiastica, fu impellente la necessità di ambienti più consoni ad ospitare il gran numero di alunni. 
Nel 1930 palazzo Gabrielli-Borromeo diventa la sede dell'attuale Collegio S. Roberto Bellarmino della Provincia Romana della Compagnia di Gesù, mentre l'Università Gregoriana viene trasferita nell'attuale sito di piazza della Pilotta. Annessa al palazzo Gabrielli-Borromeo è la chiesa dedicata a San Macuto, questa segue nella storia le vicende del palazzo a cui è addossata.

## Descrizione architettonica

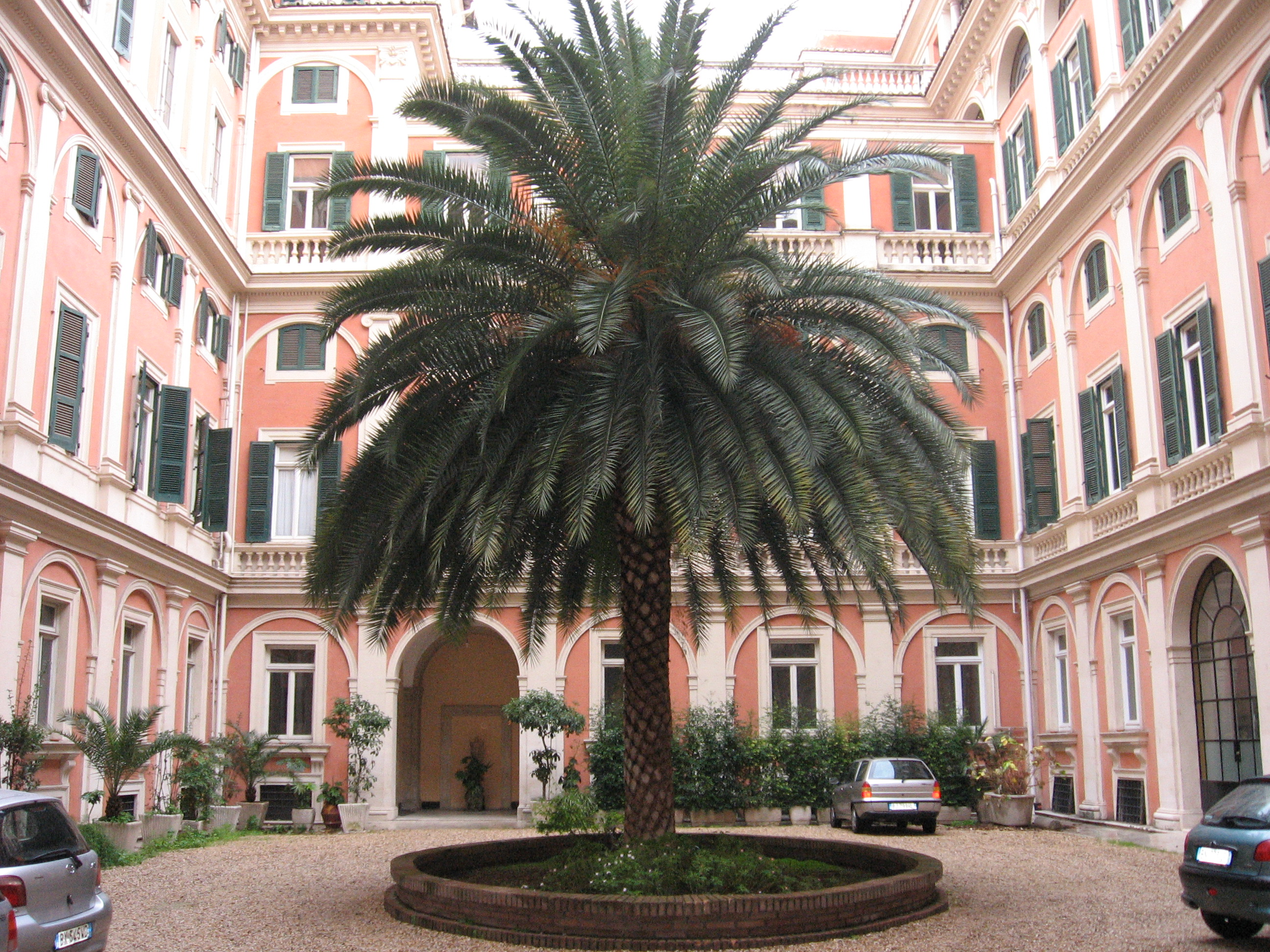
Cortile

La facciata del palazzo ha al pian terreno un ordine di 7 finestre architravate a mensole, con inferriate e sottostanti finestrelle. Al centro vi è il portale di ingresso recante uno stemma di papa Leone XII. Il secondo ordine è costituito da nove finestre architravate, il terzo da altre nove finestre sormontate da finestrelle. All'interno si apre un vasto quadriportico con al centro un cortile. All'entrata del palazzo, proseguendo sull'ala destra, si perviene ad una grande scala, su un pianerottolo una porta permette l'accesso alla chiesa annessa al palazzo: la chiesa di San Macuto.